# TerreStar 1
TerreStar 1 es un satélite de comunicaciones estadounidense lanzado el 1 de julio de 2009 a las 19:52 CEST por un Ariane 5 ECA desde el puerto espacial de Kourou, en la Guayana Francesa, hacia una órbita geoestacionaria. Es el satélite de comunicaciones más grande lanzado hasta la fecha y el 31.eɽ lanzamiento consecutivo exitoso de un Ariane 5.

## Objetivos
TerreStar 1 es un satélite de comunicaciones diseñado para operar en banda S (2 GHz) y proporcionar servicios de voz, datos y video a dispositivos móviles terrestres en Estados Unidos y Canadá.

## Características
TerreStar 1, con 6910 kg, es el satélite de comunicaciones más pesado lanzado hasta la fecha. Fue lanzado desde la zona de lanzamiento ELA-3 como única carga útil en un Ariane 5 ECA (cuando lo habitual es un lanzamiento con dos satélites en este tipo de cohete).
El satélite dispone de una antena desplegable de 18 metros y un transmisor en banda S capaz de controlar 500 haces. Se situará definitivamente en un punto de la órbita geoestacionaria a 111 grados oeste.
El 22 de julio de 2009 TerreStar Networks, la compañía propietaria del satélite, anunció que se había llevado a cabo la primera comunicación telefónica móvil entre dos terminales utilizando el Terrestar 1.